# 시티즌디움
시티즌디움(Citizendium)은 2006년 위키백과의 공동 창업자인 래리 생어가 만든 온라인 백과사전이다. 시티즌디움은 누구나 진입 장벽 없이 편집할 수 있는 위키백과와는 다르게 최소한의 자질을 갖춘 사람들을 '관리원(constable)'으로 위촉시켜 관련 정보를 정리, 편집하도록 하여 신뢰도를 확보하겠다는 전략을 갖고 있다.
창립할 당시 영어 위키백과에 존재하는 문서들을 전부 전문가들에게 재검토하게 하여 신뢰성 확보에 주력하였으며, 박사 학위 소지자나 전 세계 유명 대학 교수 등 200여 명이 편집진으로 참여하였다.
시티즌디움은 또한 작성하는 모든 글에 대해 실명을 사용하도록 하였고, 전문가의 검증을 거친 후에는 초록색으로 표시하는 인증제도 도입하였다.
하지만 문서의 내용에 대한 이러한 엄격함과 완벽성의 추구로 인해 시티즌디움의 문서 개수는 상대적으로 매우 적은 편이다. 2012년 8월 기준 시티즌디움의 전체 문서 개수는 16,000여 개이고, 그 중 전문가의 검토를 거친 것은 165개에 불과하다.

## 같이 보기
- 래리 생어
- 지미 웨일스